# Алта Вал Тидоне
А̀лта Ва̀л Тидо̀не (на италиански: Alta Val Tidone) е община в Северна Италия, провинция Пиаченца, регион Емилия-Романя. Административен център на общината е село Нибиано (Nibbiano), което е разположено на 284 m надморска височина. Населението на общината е 2994 души (към 2018 г.).
Общината е създадена в 1 януари 2018 г. Тя се състои от предшествуващите общини Камината, Нибиано и Пекорара.